# 姜昆
姜 昆（きょう こん　ジャン・クン、ピンイン：Jiāng Kūn、1950年11月19日 - ）は、中華人民共和国の「相声（日本の漫才・落語にあたる伝統的話芸）」の第八世代の俳優である。政府から中国国家一級演員に認定されている。中国曲芸協会副主席、中国政治協商会議の代表委員もつとめる。能書家としても有名。祖籍は山東省の煙台、北京生まれ。

## 略歴
- 1976年、中央ラジオ文工説唱団（中央广播文工团说唱团）に入り、実演に参加しつつ、相声の芸を馬季に学ぶ。以後、文化大革命を風刺した「こんなふうに写真をとる（如此照相）」や、唐傑忠と共演の「虎の口の前で思いにふける（虎口遐想）」など、社会の風潮を鋭く風刺するユーモラスな漫才作品を次々と発表し、人気と名声を不動のものとする。
- 1985年、中国曲芸家協会副主席（中国語の「曲芸」は、寄席演芸・話芸の意）および中華青年連合会常務委員に就任。
- 1998年、自伝「お笑い人生（笑面人生）を出版。
- 1999年、インターネット上に相声のサイト（昆朋网城）を立ち上げる。
- 2005年、中国の「曲芸」の総合的なサイトを立ち上げる（中国曲艺网）。
- 2007年、近年の若手芸人の芸風が卑俗に流れすぎているとして、「反三俗」を提唱。
- 2011年、若手芸人の郭徳綱との論争がニュースとなる。

## その他
- 弟子は多い。カナダ人の大山も拝師し、正式な弟子となった。
- 趙本山の才能を見出し、メジャーデビューさせた。